# Ашур-етил-илани
Ашур-етил-илани, такође се пише Асур-етел-илани  и Ашуретилилани (неоасирски клинопис : ,   што значи „ Ашур је господар дрвета“), је био краљ неоасирског царства од смрти свог оца Ашурбанипала 631. године п. н. е.. до његове смрти 627. године п. н. е.. Ашур-етил-илани је опскурна фигура са кратком владавином од које је остало мало натписа. Због овог недостатка извора, може се закључити врло мало конкретних података о краљу и његовој владавини.
Могуће је да је Ашшур-етил-илани био слаб владар јер не постоје записи о томе да је краљ икада предузео војну кампању или ишао у лов, активности које су претходни асирски краљеви чинили врло често; ово је, заузврат, можда помогао да се неки од асирских вазала, као што је Јудејско краљевство, ослободе асирске контроле и почну да делују независно. Ашур-етил-иланија је наследио његов брат Син-шар-ишкун под неизвесним, мада не нужно насилним околностима.

## Владавина
Ашшур-етил-илани је ступио на престо после смрти свог оца Ашурбанипала 631. п. н. е..  Ашшур-етил-илани је дао земљиште његовом rab šaqi (генералу који му је служио од дечака) Син-шуму-лиширу сугерише да је Асурбанипал умро природном смрћу.  Као иу многим другим сукцесијама у асирској историји, успон Ашшур-етил-иланија на асирски трон у почетку је наишао на противљење и немире.  Иста додела земљишта Син-шуму-лиширу упућује на поступке асирског званичника по имену Набу-рихту-усур који је уз помоћ другог званичника, Син-шар-ибнија, покушао да узурпира асирски престо. Син-шум-лишир је вероватно помогао краљу да заустави Набу-рихту-усур и Син-шар-ибнија.  Како ниједан извор не указује на супротно, чини се да је завера релативно брзо разбијена.  Ископавања у Ниниви из времена око Ашурбанипалове смрти показују штету од пожара, што указује да је завера можда резултирала одређеним насиљем и немирима у самој престоници. 
Ширење натписа Ашур-етил-иланија у Вавилонији сугерише да је он вршио исту количину контроле у јужним провинцијама као што је имао његов отац Ашурбанипал, имајући вазалног краља (Кандалану), али је тамо сам вршио стварну политичку и војну власт. Његови натписи су познати из свих већих градова, укључујући Вавилон, Дилбат, Сипар и Нипур. Премало натписа Ашур-етил-иланија је преживело да би се дале одређене претпоставке о његовом карактеру. Ископавања његове палате у Калхуу, једном од важнијих градова у царству и некадашњој престоници, могу указивати на то да је био мање хвалисав од свог оца јер није имала рељефе или статуе сличне онима које су његови претходници користили да илуструју своју снагу. и успех.  Недостатак оваквих приказа може делом бити зато што не постоје записи о томе да је Ашур-етил-илани икада водио војну кампању или ишао у лов. Његова палата Калху била је прилично мала са необично малим собама по асирским краљевским стандардима. Могуће је да су неки од асирских вазала искористили владавину онога што су сматрали слабим владаром да би се ослободили асирске контроле и чак усудили да нападну асирске испоставе. Око 628. године пре нове ере, Јосија, наводно асирски вазал и краљ Јуде на Леванту, проширио је своју земљу тако да је стигла до обале, заузевши град Ашдод и настанио тамо нешто сопственог народа.
Често се претпоставља, без икаквих поткрепљујућих доказа, да се Ашур-етил-иланијев брат Син-шар-ишкун борио са њим за престо. Иако су тачне околности Ашур-етил-иланијеве смрти и успона његовог брата Син-шар-ишкуна на престо непознате, нема доказа који би указивали на то да је Ашур-етил-илани свргнут и/или убијен у преврату.

## Титула
Врло мало натписа је сачувано од Ашур-етил-иланијеве кратке владавине. Сачувани на циглама храма Набу у Калхуу могу се прочитати следеће титуле:
I am Aššur-etil-ilāni, King of the Universe, King of Assyria, son of Ashurbanipal, King of the Universe, King of Assyria, grandson of Esarhaddon, King of the Universe, King of Assyria.